# Ulica Wiejska w Warszawie

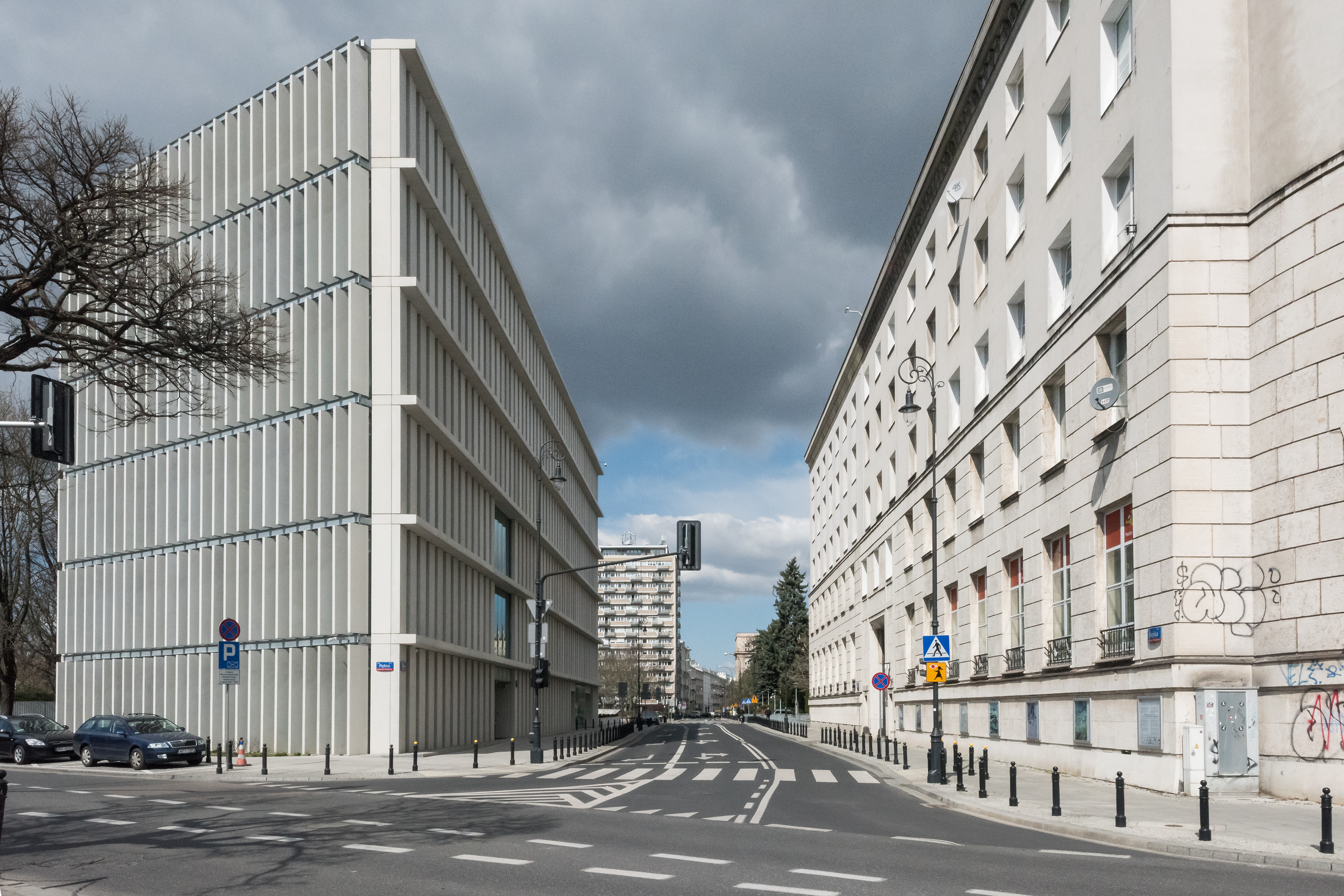
Ulica Wiejska przy ulicach Pięknej i Górnośląskiej. Po lewej Budynek Komisji Sejmowych, po prawej Stary Dom Poselski połączony z dobudowanym po wojnie segmentem (2020)

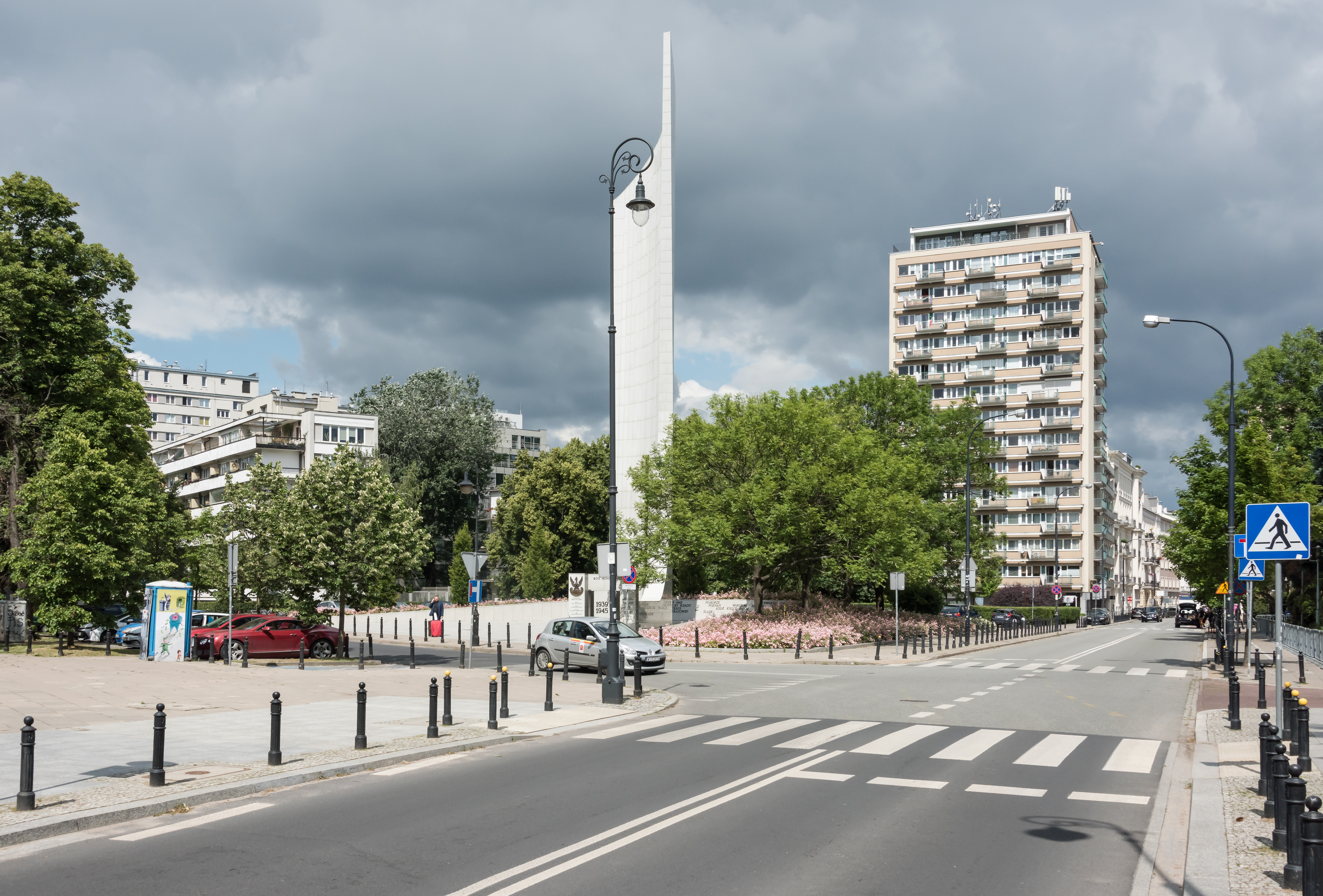
Ulica Wiejska przy ulicy Matejki (2023)

Ulica Wiejska – ulica w warszawskiej dzielnicy Śródmieście, biegnąca od ul. Pięknej do placu Trzech Krzyży.

## Historia
Ulica jest częścią dawnego traktu łączącego Starą Warszawę z książęcym zamkiem w Jazdowie. Około połowy XVIII w. dawna droga zaczęła przekształcać się w ulicę prowadzącą od rozdroża Złotych Krzyży (późniejszego placu Trzech Krzyży) na południe. W 1770 została uregulowana i otrzymała oficjalną nazwę Wiejska. Wiązała się ona z charakterem okolicy, pełnej pól i ogrodów, przez którą wówczas biegła ulica.
Około 1770 były podkomorzy nadworny koronny Kazimierz Poniatowski założył tutaj ogród „Na Górze”, nazwany potem Frascati. Po północnej stronie ul. Książęcej, również dla Poniatowskiego, powstał inny ogród – „Na Książęcem” (późniejszy park na Książęcem).
W 1792 u zbiegu z ul. Górnośląską rozpoczęła działalność elegancka podmiejska kawiarnia Wiejska Kawa. W 1819 Frascati nabył carski komisarz Nikołaj Nowosilcow, który wystawił przy ulicy dwie bliźniacze klasycystyczne kordegardy zaprojektowane przez Jakuba Kubickiego. Wraz z odcinkiem ogrodzenia i parą filarów bramnych te przeznaczone dla dozorcy i szawajcara budynki są najstarszymi zachowanymi elementami zabudowy ulicy.
W okresie Królestwa Kongresowego przy Wiejskiej pod nr 11 dom własny wzniósł architekt Antonio Corazzi. W latach 1851–1853 pod nr. 8 wzniesiono budynek Instytutu Szlacheckiego, średniej szkoły męskiej dla uczniów z zamożnych rodzin, przeniesionej z ulicy Nowolipki. Po likwidacji Instytutu Szlacheckiego (1862) nieruchomość zajął przeniesiony z Puław Aleksandryjsko-Maryjski Instytut Wychowania Panien. Szkoła działała tam do 1915, kiedy to została ewakuowana w głąb Rosji.
W 1863 do ulicy Wiejskiej przeprowadzono od strony Alej Ujazdowskich nową ulicę. Ponieważ prowadziła do Instytutu Szlacheckiego nazwano ją Instytutową (od 1921 ul. Matejki).
W 1918 w gmachu dawnego Instytutu Maryjskiego, w którym w czasie I wojny światowej funkcjonował niemiecki Instytut Badania Krwi, umieszczono Sejm RP. Budynek został rozbudowany w latach 1927–1928 o salę obrad Sejmu według projektu Kazimierza Skórewicza, zaś w 1929 o Hotel Sejmowy (obecny Stary Dom Poselski).
Po 1933 rozparcelowano ogrody Frascati, wznosząc na ich miejscu domy mieszkalne oraz, w latach 1933–1939, gmach Izby Przemysłowo-Handlowej według projektu Zdzisława Mączeńskiego (nr 10; w okresie PRL siedziba Ministerstwa Handlu Zagranicznego, obecnie Kancelarii Prezydenta).
W latach 1939–1941 ogrody sejmowe były miejscem egzekucji, gmach Izby Przemysłowo-Handlowej zajęła komenda żandarmerii, a w budynku Starego Domu Poselskiego stacjonowała niemiecka policja. Podczas powstania warszawskiego Niemcy zburzyli budynki nr 3, 5 i 20 oraz spalili nr 1, 7, 9 i 15.
Od 27 listopada 1946 do 26 marca 1949 ulica nosiła nazwę ulica Ignacego Daszyńskiego, później powróciła do pierwotnej nazwy. W tym okresie według projektu Bohdana Pniewskiego odbudowano i rozbudowano kompleks budynków Sejmu. Lata 1950–1961 przyniosły realizację zakłócających panoramę okolicy wielkich domów mieszkalnych, w tym wybudowanego u zbiegu z ul. Jana Matejki domu spółdzielni nauczycielskiej według projektu A. Markiewicza. Budynek powstał w miejscu, w którym w latach 1903–1944 działała szkoła dla dziewcząt Jadwigi Kowalczykówny i Jadwigi Jawurkówny (tzw. Szkoła na Wiejskiej). Pod nr 12a wzniesiono bliźniaczy do nr 12 budynek, w którym znalazła siedzibę Spółdzielnia Wydawnicza „Czytelnik”.
W 1999 naprzeciwko gmachu Sejmu, na rogu ul. Wiejskiej i ul. J. Matejki, odsłonięto pomnik Armii Krajowej i Polskiego Państwa Podziemnego zaprojektowany przez Jerzego Staniszkisa.
W I połowie XXI w. wzdłuż ulicy dosadzono nowe sadzonki robinii akacjowej, utrzymując dotychczasowe malownicze zadrzewienie.
W październiku 2015 na ulicy dopuszczono ruch rowerów pod prąd bez wydzielania specjalnego kontrapasa, z wyjątkiem krótkich odcinków przy wjeździe i wyjeździe z odcinka jednokierunkowego pomiędzy ulicami Frascati i Bolesława Prusa. Było to pierwsze tego typu rozwiązanie w Warszawie. W 2018 pod nr 1, przy skrzyżowaniu z ul. Piękną, został oddany do użytku Budynek Komisji Sejmowych.

## Ważniejsze obiekty
- Budynek Komisji Sejmowych (nr 1)
- Kompleks budynków Sejmu Rzeczypospolitej Polskiej (nr 4/6/8)
- Kancelaria Prezydenta (nr 10)
- Państwowa Komisja Wyborcza (nr 10)
- Krajowe Biuro Wyborcze (nr 10)
- Spółdzielnia Wydawnicza „Czytelnik” (nr 12a)
- Biuro Krajowe Platformy Obywatelskiej (nr 12a)
- Kamienica Karskich (nr 19)
- Pomnik Armii Krajowej i Polskiego Państwa Podziemnego

## Inne informacje
W Warszawie istnieje druga ulica o tej samej nazwie, w dzielnicy Wesoła. Jest to wynik pozostawienia bez zmian ponad 260 dublujących się nazw ulic i placów po przyłączeniu w 2002 Wesołej do Warszawy.